# Beatus de Gérone
Le Beatus de Gérone est un manuscrit enluminé contenant notamment un Commentaire de l'Apocalypse de Beatus de Liébana, écrit et peint vers 975. Il est actuellement conservé dans le trésor de la cathédrale Sainte-Marie de Gérone sous la cote Ms.7. Il est signé et a été réalisé par le frère Emeterius et la sœur Ende.

## Historique
Le Beatus conservé à Gérone au Musée de la cathédrale sainte-Marie, commandé par un abbé du nom de Dominicus inconnu par ailleurs, a été réalisé entre 970 et 975 au sein du Monastère de San Salvador de Tábara (es), un monastère double dans la province de León. Le colophon indique que le manuscrit a été achevé le 6 juillet 975. En 1078, il apparait dans le legs du chanoine Joan au trésor de la cathédrale de Gérone.

## Description
Ce manuscrit contient le texte de Beatus de Liébana compilant des textes ayant trait à l'Apocalypse de Pères de l'Église. Il fut recopié une trentaine de fois au Xe siècle et XIe siècle dans des manuscrits richement illustrés.
Il comprend 124 miniatures peintes par Emeterius et une moniale Ende. C'est le manuscrit du Commentaire de l'Apocalypse de Beatus de Liébana qui en contient le plus. Un long cycle de 7 miniatures est consacré à la vie du Christ, de l'Annonciation à la Résurrection. Plusieurs miniatures, comme celle du Christ en gloire, sont directement inspirées de manuscrits produits à l'époque carolingienne au sein de l'abbaye Saint-Martin de Tours. Dans le même temps, d'autres miniatures révèlent une influence directe de l'iconographie islamique, telle que la représentation du cavalier tenant un serpent.